# Deutsche Schwimmmeisterschaften 1919
Die 34. Deutschen Meisterschaften im Schwimmen fanden am 16. und 17. August 1919 in Magdeburg statt.
Es wurde eine Strecke von 100 m sowie 1500 m geschwommen und der Mehrkampf ausgetragen, welche aus Tauchen, Springen und 100 m Schwimmen bestand. Die Staffelsieger erhielten einen „Weltausstellungspreis“.
| Disziplin       | Männer           | Männer                  | Männer      | Frauen          | Frauen                | Frauen |
| Disziplin       | Name             | Verein                  | Zeit/Punkte | Name            | Verein                | Zeit   |
| --------------- | ---------------- | ----------------------- | ----------- | --------------- | --------------------- | ------ |
| 100 m Freistil  | Fritz Görges     | Magdeburger SC 1896     | 01:09,2 min | Grete Rosenberg | Hannover 92           |        |
| 1500 m Freistil | Georg Kunisch    | SK Silesia Breslau      | 24:24,0 min |                 |                       |        |
| 100 m Brust     | Erich Rademacher | SC Hellas Magdeburg     | 01:22,4 min | Erna Murray     | Berliner SSC Germania |        |
| 100 m Rücken    | Artur Beyer      | Spandauer Wasserfreunde | 01:23,6 min | Erna Murray     | Berliner SSC Germania |        |
| 100 m Seite     | Emil Benecke     | SC Hellas Magdeburg     | 01:17,6 min |                 |                       |        |
| Mehrkampf       | Hans Luber       | SC Poseidon Berlin      | 70,50 Pkt.  |                 |                       |        |